# Томислав Ладан
Томислав Ладан (Ивањица, 25. јун 1932 — Загреб, 12. септембар 2008) био је хрватски књижевник, преводилац и критичар.

## Биографија
Детињство и школовање је провео у Травнику, Бугојну, Бањалуци и Сарајеву, где је дипломирао на Филозофском факултету 1958. Под утицајем полиглота Рикарда Кузмића и Хенрика Барића, за време филолошких студија подједнако се посветио проучавању класичних језика уз славистику и германистику. Како није успео добити место на Филозофском факултету, радио је неко време као приватни учитељ, тумач, новинар, уредник за страну књижевност у издавачком предузећу.
На лични позив Мирослава Крлеже 1961. прешао је да ради у Лексикографски завод у Загребу, где је главни уредник, и уредник „Осмојезичног енциклопедијског рјечника“. Путовао је у многе европске и ваневропске земље (Египат, Канада, Исланд, Кина) као тумач или предавач, или ради проучавања живих језика и лексикографије. Године 1963/64. био је лектор за српско-хрватски језик на Универзитету у Упсали.
Знатан део Ладановог рада заузимају преводи песничких, драмских, прозних и филозофских дела с грчког, латинског, енглеског, немачког, шведског и норвешког. Тако је превео са старогрчког делове Библије (Јеванђеља), Есхилову „Орестију“, Еурипидову „Медеју“; Аристотелову „Метафизику“, „Никомахову Етику“, „Физику“ и „Политику“; с латинског дела хрватских латиниста, Овидија, Декарта, Дантеа, Петрића, Аурелија Аугустина; с немачког „Еп о Ниебелунзима“; са шведског дела Бергмана и Штриндберга; с норвешког Хенрик Ибсена; с енглеског разна дела Т. С. Елиота, Е. Поунда, В. Шекспира, те по једно дело Нормана Маилера, Виргиније Вулф, Џејмс Џонса, Владимира Набокова, Херберта Маркусеа и Макса Хоркхајмера.
Једини Ладанов роман "Босански грб" (1975) је постмодернистичка фикција писана која се бави судбином хрвата на просторима средње Босне (Купрес, Травник, Ливно,..). Свесно игнорисање реалности, чак и модернистички наративних конвенција, роман је као и већина херметична и највећи језички инвентивни текста у савременој хрватској књижевности.